# Seiersberg-Pirka
Seiersberg-Pirka osztrák község Stájerország Graz-környéki járásában. 2017 januárjában 11051 lakosa volt.

## Fekvése

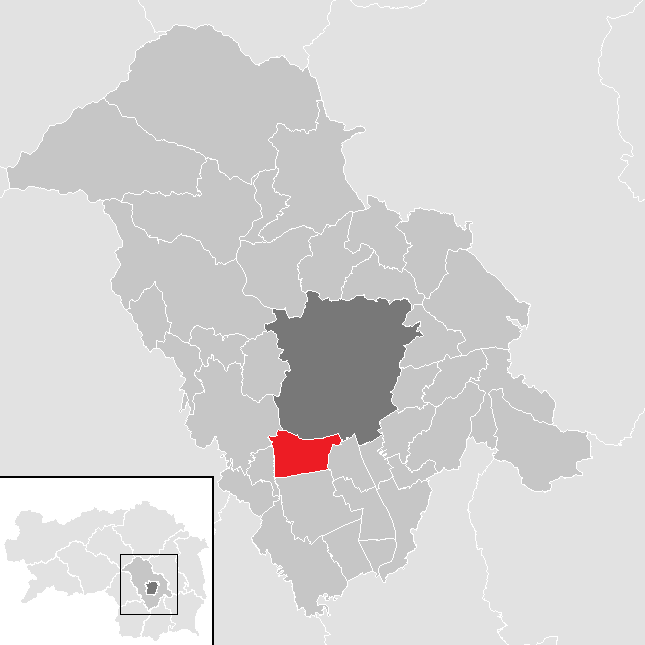
Seiersberg-Pirka a Graz-környéki járásban

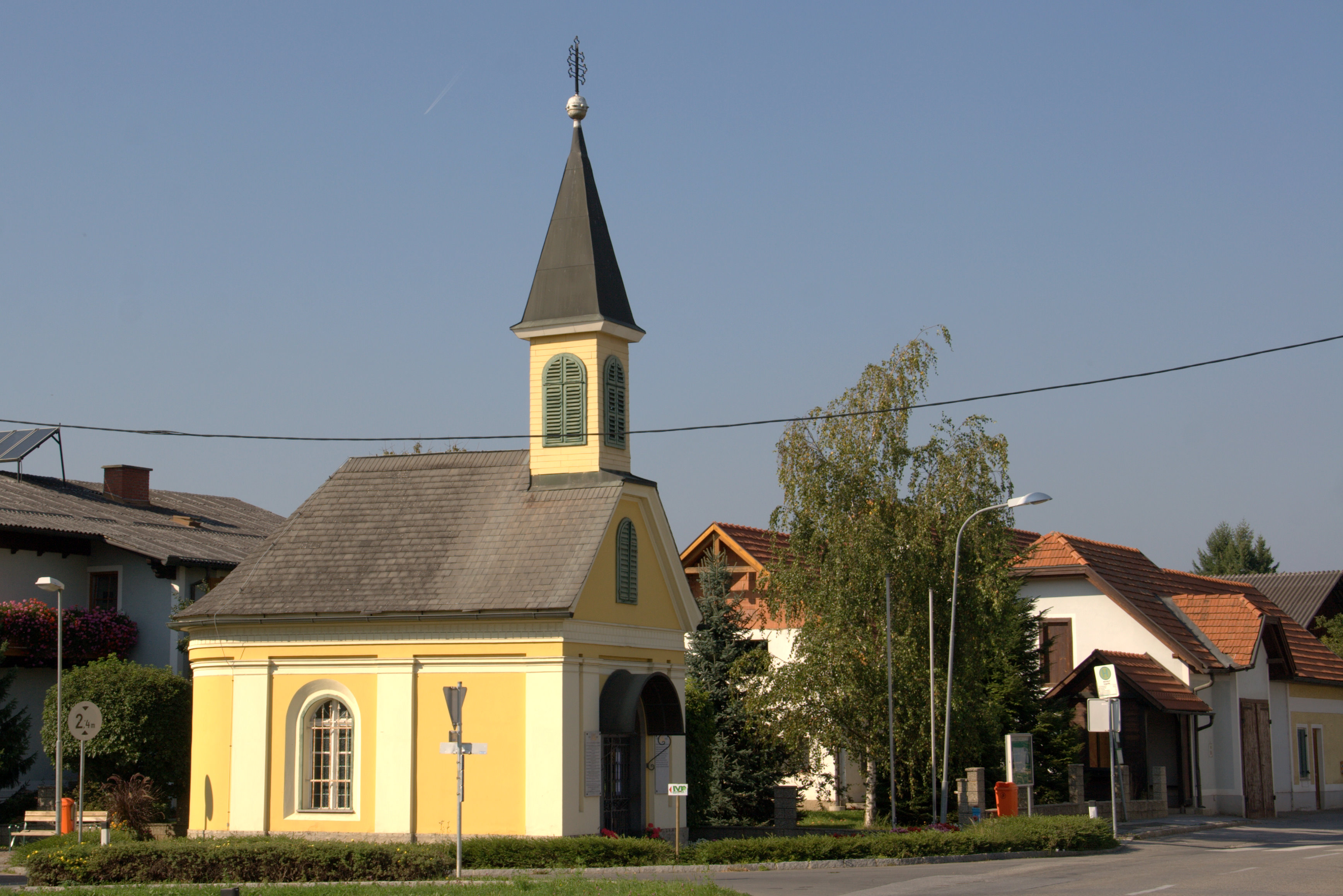
Pirka kápolnája

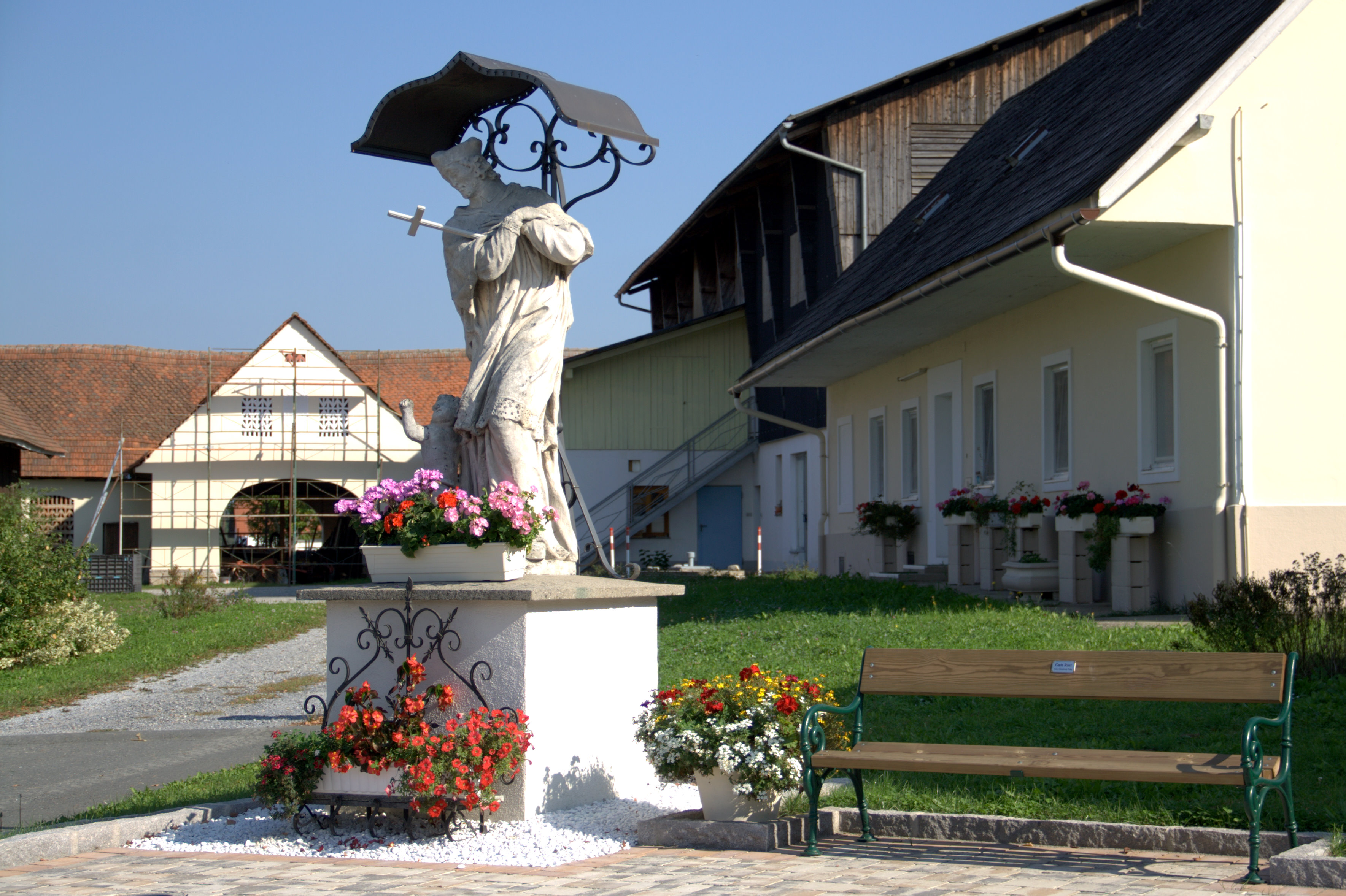
Nepomuki Szt. János szobra

Seiersberg-Pirka a Grazi-medencében fekszik, közvetlenül délnyugatra Graztól; a várossal gyakorlatilag egybeépült. Területének északi része a Kaiserwald erdejéhez tartozik. Legfontosabb folyóvizei a Gepringbach és a Doblbach. Az önkormányzat 6 települést egyesít: Bischofegg (93 lakos 2016-ban), Neupirka (205), Neuwindorf (316), Pirka (2029), Seiersberg (7480) és Windorf (625).
A környező önkormányzatok: északra Graz, keletre Feldkirchen bei Graz, délre Premstätten, délnyugatra Haselsdorf-Tobelbad, északnyugatra Hitzendorf.

## Története
Az önkormányzat a 2015-ös stájerországi közigazgatási reform során jött létre Seiersberg és Pirka községek egyesülésével. 
Pirkát és Windorfot először 1265-ben említik. Pirka községi önkormányzata 1865-ben alakult meg. 
A közvetlenül Graz mellett fekvő község egyike Ausztria leggazdagabb önkormányzatainak. Területén található az ország második legnagyobb bevásárlóközpontja, a Shopping City Seiersberg.

## Lakosság
A Seiersberg-Pirka-i önkormányzat területén 2017 januárjában 11051 fő élt. A lakosságszám 1890 óta gyarapodó tendenciát mutat, az utóbbi évtizedekben elsősorban a Grazból a környező településekre kiköltözők miatt. 2015-ben a helybeliek 89,6%-a volt osztrák állampolgár; a külföldiek közül 1,8% a régi (2004 előtti), 5,1% az új EU-tagállamokból érkezett. 2,4% a volt Jugoszlávia (Szlovénia és Horvátország nélkül) vagy Törökország, 1,1% egyéb országok polgára. 2001-ben a seiersbergi lakosok 78%-a római katolikusnak, 4,3% evangélikusnak, 1,1% ortodoxnak, 13,7% pedig felekezet nélkülinek vallotta magát. Ugyanekkor 22 magyar élt a községben. A legnagyobb nemzetiségi csoportot a német (95,1%) mellett a horvátok alkották 1,3%-kal.

## Látnivalók
- Pirka kápolnája
- Nepomuki Szt Jánosnak két barokk szobra is található a községben

## Testvértelepülések
- Hausham (Németország)
- Lendva (Szlovénia)

## Fordítás
- Ez a szócikk részben vagy egészben  a   Seiersberg-Pirka című német Wikipédia-szócikk ezen változatának fordításán alapul.  Az eredeti cikk szerkesztőit annak laptörténete sorolja fel. Ez a jelzés csupán a megfogalmazás eredetét és a szerzői jogokat jelzi, nem szolgál a cikkben szereplő információk forrásmegjelöléseként.